# Інцидент з Boeing 747 над Явою
Інцидент з Boeing 747 над Явою (також відомий як Джакартський інцидент) — авіаційна аварія, що сталася у четвер 24 червня 1982 року. Авіалайнер Boeing 747-236B авіакомпанії British Airways здійснював плановий міжконтинентальний рейс BA009 (позивний — Speedbird 9) за маршрутом Лондон — Бомбей — Куала-Лумпур — Перт — Мельбурн — Окленд, але через кілька хвилин після вильоту з Куала-Лумпура від вулкана Галунггунг, що раптово вивергнувся, в результаті чого у літака один за одним заглухли всі 4 двигуни. Екіпаж зміг благополучно посадити літак в аэропорту Халіма Перданакусуми в Джакарті. Ніхто з 263 осіб (248 пасажирів і 15 членів екіпажу), що знаходилися на його борту, не постраждав.

## Літак
Boeing 747-236B (реєстраційний номер G-BDXH, заводський 21635, серійний 365) був випущений у 1979 році (перший політ здійснив 19 березня). 27 березня того ж року було передано авіакомпанії British Airways, в якій отримав ім'я City of Edinburgh. Оснащений чотирма двоконтурними турбовентиляторними двигунами Rolls-Royce RB211-524D4.

## Екіпаж
Склад екіпажу рейсу BA009 був таким:
- Командир повітряного судна (КВС) — 41-річний Ерік Муді (англ. Eric Moody).
- Другий пілот — 32-річний Роджер Гривс (англ. Roger Greaves).
- Бортінженер — 40-річний Баррі Таунлі-Фрімен (англ. Barry Townley-Freeman).

У салоні літака працювали 12 бортпровідників під керівництвом старшого бортпровідника Грема Скіннера (англ. Graham Skinner).

## Хронологія подій

### Відмова двигунів
Вночі 24 червня 1982 року рейс BA009 на ешелоні FL370 (11300 метрів) влетів у стовп вулканічного попелу, викинутий вулканом Галунггунг на острові Ява. Ні екіпаж, ні пасажири не знали про це, що вплинуло на подальші події.
Перші дивацтва виникли після 20:40 WIT (13:40 UTC) над Індійським океаном, на південь від Яви, коли другий пілот і бортінженер помітили вогні святого Ельма на вітровому склі, ніби його обстрілювали кулями, що трасують. КВС, що повернувся в кабіну, також міг спостерігати це явище. Зазвичай вогні святого Ельма можна спостерігати на шкарпетках крил під час грози, проте погодний радар не показував наявності грозового фронту. Попри це, екіпаж увімкнув антиобмерзачі і сигнал «FASTEN SEATBELT» («ЗАСТЕБНІТЬ РЕМЕНІ»).
У пасажирський салон почав проникати дим. Спочатку це списали на сигаретний дим, оскільки куріння на борту літака тоді було дозволено. Однак дим ставав щільнішим, з'явився запах сірки, і пасажири занепокоїлися. Бортпровідники почали шукати джерело диму, але обшукавши весь літак, не виявили його.
Через ілюмінатори пасажири могли бачити незвичайне стробоскопічне світіння, що походило від двигунів. Вони також помітили довгі яскраві хвости полум'я, що виривалися з двигунів.
Приблизно о 20:42 WIT (13:42 UTC) у двигуні № 4 (правий крайній) з'явилися ознаки помпажу, а потім він зупинився. Другий пілот та бортінженер негайно відключили подачу палива та привели систему пожежогасіння у стан готовності.
Менше ніж за хвилину зупинився двигун № 2 (лівий ближній до фюзеляжу). Ще до того, як екіпаж встиг припинити подачу палива до нього, майже одночасно зупинилися двигуни № 1 і № 3, що залишилися.

### Політ з непрацюючими двигунами
Позбавлений тяги двигунів, екіпаж міг покладатися лише на аеродинамічну якість літака, яка у Boeing 747—200 складає близько 15 (протягом кожні 15 кілометрів польоту рейс 009 втрачав 1000 метрів висоти). Екіпаж швидко підрахував, що з ешелону FL370 (11300 метрів) літак може планувати близько 23 хвилин на відстань близько 167 кілометрів. О 20:44 WIT (13:44 UTC) другий пілот передав авіадиспетчеру сигнал Mayday, повідомивши, що на його літаку зупинилися всі чотири двигуни. Проте авіадиспетчер у Джакарті не зрозумів повідомлення та вирішив, що зупинився лише двигун № 4. Пілот, що втрутився в переговори, поблизу літака авіакомпанії Garuda Indonesia, зміг передати авіадиспетчеру правильну інформацію. Попри включення аварійного маяка, авіадиспетчер у Джакарті не міг бачити літак на своєму радарі.
Щоб безпечно перетнути високу гірську гряду на південному узбережжі Яви, екіпажу потрібно було зробити це на ешелоні FL115 (3500 метрів). Пілоти ухвалили рішення у разі неможливості подолання гірської гряди на заданій висоті розгорнути літак та спробувати здійснити аварійну посадку на воду в Індійському океані.
Весь цей час другий пілот і бортінженер продовжували спроби запустити двигуни, лайнер знаходився на висоті, що перевищувала максимально допустиму для такої операції (FL280, 8550 метрів). Але запустити двигуни не вдавалося.
Попри брак часу, КВС зробив оголошення для пасажирів, яке вони пізніше описували як «шедевральне применшення»:
|  | Пані та панове, говорить командир корабля. В нас невелика проблема. Зупинились усі чотири двигуни. Ми робимо все можливе, щоб їх знову запустити. Сподіваюся, це не завдає вам занадто багато занепокоєння.Оригінальний текст (англ.) Ladies and gentlemen, this is your captain speaking. We have a small problem. All four engines have stopped. We are doing our damnedest to get them going again. I trust you are not in too much distress. |

Зупинка двигунів призвела до вимкнення системи наддуву салону, і тиск почав падати. У салоні зі стельових панелей випали кисневі маски, проте в кабіні пілотів маска другого пілота виявилася зламаною (від неї відокремився шланг подачі кисню). КВС негайно вирішив знизитися до висоти, де можна було дихати без кисневої маски.
На висоті 4100 метрів екіпажу треба було ухвалити рішення про подальші дії — намагатися перелетіти через гори або розвертатися для аварійної посадки в океан. Незважаючи на наявність рекомендацій, ніхто й ніколи не намагався посадити Boeing 747 на воду ні до цього інциденту, ні після нього. Відпрацювати маневр на тренажері також неможливо у зв'язку з відсутністю його математичної моделі.
Безперервні спроби другого пілота і бортінженера запустити двигуни призвели до позитивного результату — двигун № 4 запустився. КВС використовував його тягу зменшення швидкості зниження. За деякий час запустився двигун № 3, що дозволило командиру розпочати набір висоти. Незабаром запустилися й решта двох двигунів. Після чергового запиту диспетчерові пілоти отримали дозвіл на набір висоти для подолання гірської гряди.
У цей момент на лобовому склі знову з'явились вогні святого Ельма. Незважаючи на зменшення тяги, двигун № 2 знову зупинився. Екіпаж повернувся на висоту 3700 метрів.

## Подальша доля літака
Boeing 747-236B борт G-BDXH після ремонту, заміни всіх чотирьох двигунів та фарбування (у деяких місцях, особливо на вертикальному хвостовому стабілізаторі, у нього стерлася ліверея) продовжив польоти у складі авіапарку British Airways, змінивши ім'я — City of Elgin.
20 січня 2002 перейшов в авіакомпанію European Aviation Air Charter, але 17 березня 2004 був поставлений в ній на зберігання у зв'язку з відкликанням сертифіката діяльності в авіакомпанії, а у 2008 авіакомпанія збанкрутувала. У липні 2009 року лайнер був порізаний на брухт.